# Elijah (Musiker)
Elijah Salomon, geboren als Elia Gunnar Salomon (* 20. August 1986 in Zürich) ist ein Schweizer Reggae-Sänger, Songwriter und Musikproduzent. Seine Texte sind teils in Schweizerdeutsch, teils in Englisch verfasst. Er ist Multiinstrumentalist und spielt Gitarre, Querflöte und Perkussion. 2013 gründete er sein eigenes Label One Camp. Elijah Salomon produziert einen grossen Teil seiner Musik in seinem Studio in Zürich-Affoltern. Er ist Gründungsmitglied der Bands The Dubby Conquerors sowie der One Camp Crew.

## Geschichte
Elijah machte erstmals auf sich aufmerksam, als er 2005 am Swiss Singjay Contest teilnahm und dort den 2. Platz belegte. Danach konnte er vor 5000 Personen am internationalen Reggae Festival Rototom Sunsplash (Italien) auftreten. Elijah veröffentlichte 2007 sein Debütalbum Beweg Di. In den folgenden zwei Jahren spielte er rund 200 Konzerte in ganz Europa zusammen mit der Band The Dubby Conquerors. Er gewann 2008 den European Reggae Contest. Im Rahmen der anschliessenden Festival-Tournee trat er auf bekannten Festivals wie dem Reggae Jam, dem Reggae Sun Ska (Frankreich), dem Sundance Festival (Niederlande) oder dem Foundation Festival (Spanien) auf. Elijah zählt Bob Marley, Linton Kwesi Johnson, The Wailers, Lucio Battisti und Miriam Makeba zu seinen Einflüssen. 2009 produzierte er den Sampler Naturality Selection mit insgesamt elf Riddim-Stücken verschiedener Künstler.
2014 folgte das zweite offizielle Album Eat Ripe Fruit auf seinem eigenen Label 'One Camp'. Das Album wurde unter anderem in Bob Marleys Tuff-Gong-Studio in Kingston Jamaika aufgenommen. 2016 veröffentlichte er mit Dub Ripe Fruit als erster Schweizer Künstler ein komplettes Dub-Remix-Album. Dub Ripe Fruit wurde von Joe Ariwa gemischt und der jamaikanischen Band Raging Fyah eingespielt. Veröffentlicht wurde es auf Mad Professors Label Ariwa Sounds in Grossbritannien. 2018 produziert er für die jamaikanische Künstlerin Queen Ifrica den Song Ask My Granny. Der Song war mehrere Wochen in den Billboard sowie in den jamaikanischen Charts. 2019 veröffentlicht er die Mundart EP Herz Vomene Loi. Im dazugehörigen Videoclip erscheint auch erstmal sein Sohn Alessio Amadou Salomon. Eijahs Lied Nie Usenand Gah wurde der von der Fankurve des FC Zürich aufgenommen und 2019 als limitierte Vinyl-Single auf One Camp Records veröffentlicht.

## Diskografie
Alben
- 2007: Beweg di (Roaaar, Nation)
- 2009: Beweg di – Outernational (Roaaar, Nation / Groove Attack)
- 2009: Naturality Riddim Sampler (One Ton, Nation)
- 2014: Eat Ripe Fruit (One Camp, TBA)
- 2016: Eat Ripe Fruit – Special Edition (One Camp)
- 2016: Dub Ripe Fruit (One Camp / Ariwa Sounds)
- 2018: Tapalapa Riddim (One Camp)
- 2022: Salomon (One Camp)
- 2023: Salomon Dub – Elijah Salomon & John John & Joe Ariwa (One Camp)

Singles
- 2007: Gib mer meh (Roaaar)
- 2007: Las bliebe (Roaaar)
- 2008: Sie isch wäg (Roaaar)
- 2011: Do Good in Life (One Ton / Coptic Lion)
- 2013: Gun Cry (feat. Terry Lynn) (Phree Music)
- 2013: Aellei (Phree Music)
- 2014: Power to the People / Eui Liste (One Camp)
- 2016: Love Is In Danger feat. Big Zay & Baye Bass (One Camp)
- 2017: Granit Dub Flute feat. Joe Ariwa & Raging Fyah (One Camp / Ariwa Sounds)
- 2018: Miniyang Baa Dub feat. King Kora & Sambou Suso {Joe Ariwa Mix} (One Camp)
- 2018: You Never Know (One Camp)
- 2019: So Lang (One Camp Records)
- 2019: Nie Usenand Gah / Eimal um d Welt (One Camp Records)
- 2019: Herz Vomene Loi – EP (One Camp Records)
- 2019: Joyful Streets feat. Cali P (One Camp Records)
- 2020: Drive (One Camp Records)
- 2021: Auge Nur Für Dich (One Camp Records)
- 2021: Bruch Din Chopf feat. Junia Bardo (One Camp Records)
- 2021: Nüüt Chan Ois Tränne (One Camp Records)
- 2022: Three O‘Clock (One Camp Records)
- 2023: Jamaican (The Remix) – L3xicon & Elijah Salomon (One Camp Records)
- 2023: Salomon Dub – Round 1 – Elijah Salomon, John John & Joe Ariwa (One Camp Records)
- 2023: Salomon Dub – Round 2 – Elijah Salomon, John John & Joe Ariwa (One Camp Records)

## Musikvideos
- Las bliebe feat. Paco Mendoza[2] (2007)
- Sie isch wäg[3] (2008)
- Naturality[4][5] (2009)
- Love Is In Danger feat. Big Zay und Baye Bass (2015)
- Granit Dub Flute feat. Joe Ariwa & Raging Fyah (2017)
- You Never Know feat. King Kora & Sambou Suso (2018)
- So Lang (2019)
- Herz Vomene Loi (2019)
- Joyful Streets feat. Cali P (2019)